# Охотник за нацистами
Охо́тник за наци́стами — человек, который по собственной инициативе занимается розыском нацистских преступников, которые по той или иной причине не понесли наказания за свои преступления, совершённые в годы Второй мировой войны, а также сбором документов и доказательств об их преступлениях с целью последующего судебного преследования.
Чаще всего речь идет о преступлениях в ходе Холокоста, военных преступлениях или преступлениях против человечества.

## Деятельность охотников за нацистами

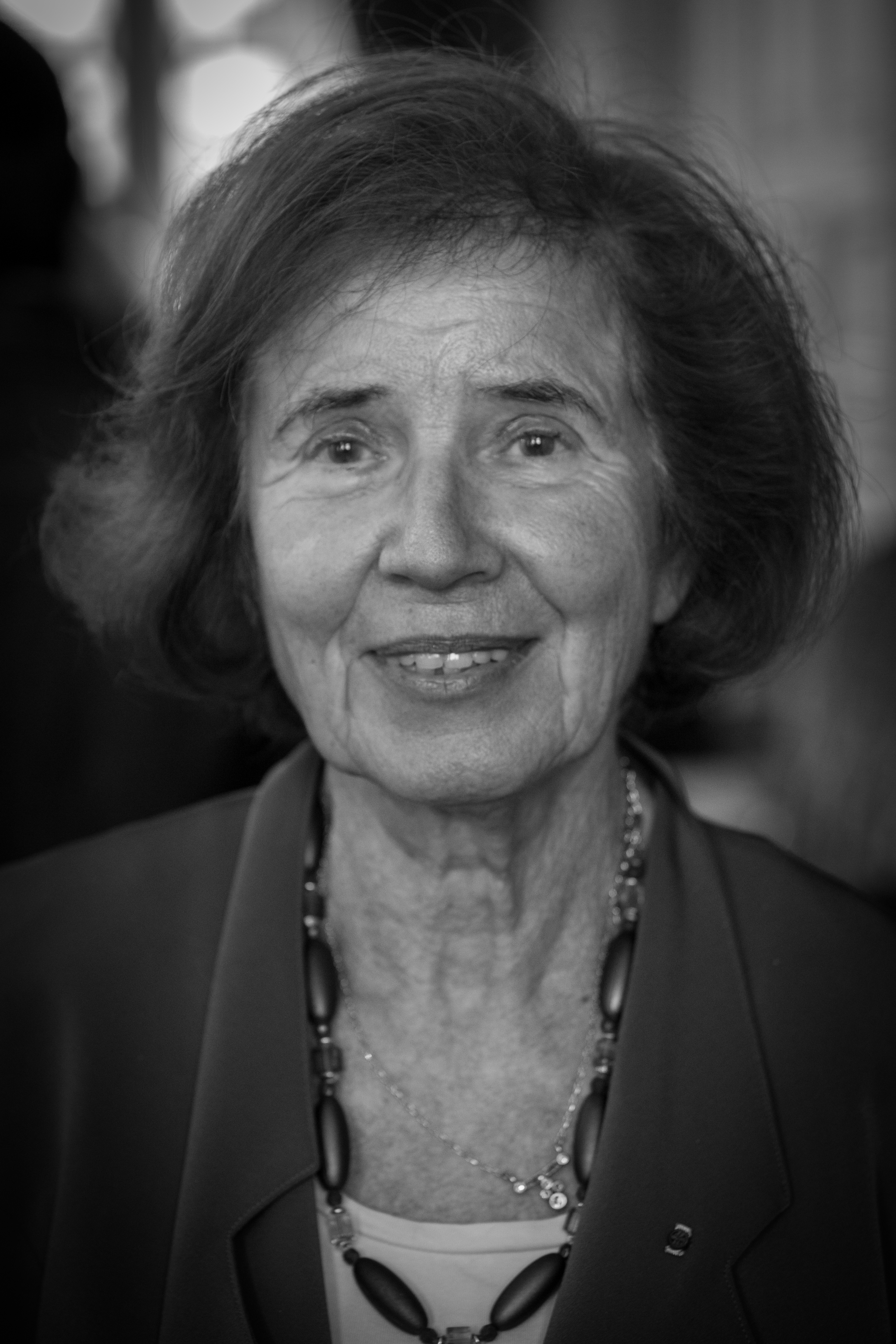
Беата Кларсфельд

Деятельность охотников за нацистами началась сразу после окончания войны. К концу XX века она почти прекратилась в связи с тем, что все бывшие нацисты либо умерли, либо являются очень глубокими стариками.
С 1946 по 1952 годы в Вене действовал «Институт документации преступлений нацистов» под руководством Тувьи Фридмана. В то же время в Линце начал работу Симон Визенталь — самый известный из охотников за нацистами.
Кроме вышеупомянутых лиц к охотникам за нацистами относят обычно Сержа и Беату Кларсфельд, Эфраима Зуроффа, Джоэля Бранда и некоторых других.
Наибольшим триумфом охотников за нацистами считается поимка Адольфа Эйхмана в мае 1960 года.

## Разыскиваемые преступники
По данным, приведённым Эфраимом Зуроффом на 2 ноября 2007 года, в списках нацистских преступников, не отбывших наказание, числилось 1019 человек, проживавших в разных странах Европы и Северной Америки. По данным израильского сайта Mignews, на март 2008 года существовало около 6500 обвинительных заключений, но лишь 1200 — в преднамеренном убийстве. По данным исследований, на которые ссылается Mignews, в уничтожении евреев принимали участие около 200 тысяч немцев и столько же местных коллаборационистов.
По данным наиболее авторитетной в деле розыска преступников Холокоста организации — Центра Симона Визенталя, в списке наиболее важных фигур по состоянию на апрель 2014 год числились следующие лица:
1. Герхард Зоммер (нем. Gerhard Sommer) — живёт в Германии. Обвиняется в соучастии в убийстве 560 жителей итальянской деревни Санта-Анна-ди-Стаццема. В 2005 году заочно признан виновным итальянским военным судом. На протяжении десятилетия был фигурантом расследования, которое вели немецкие следователи, однако обвинение так и не предъявлено.
2. Владимир Катрюк — на 2014 год жил в Канаде, умер в 2015 году.
3. Ганс Липшис (нем. Hans Lipschis) — командир батальона СС. Обвиняется в массовых убийствах в Освенциме. Бежал в США, но в 1983 году был депортирован в Германию.
4. Иван (Джон) Калымон — проживает в США. Обвиняется в соучастии в убийствах и депортации евреев из львовского гетто. Американские власти приняли решение о депортации Калымона на том основании, что он скрывал информацию о своей деятельности во время Второй мировой войны. Несмотря на это, Иван Калымон будет оставаться в США до тех пор, пока не найдется страна, согласная принять его на своей территории.
5. Серен Кам — эсэсовец, разыскивается властями Дании за убийство редактора антифашистской газеты в 1943 году. Власти Дании предъявили Каму официальное обвинение. В 2007 году германскими властями было принято решение о его экстрадиции из Германии, но суд Баварии наложил вето, утверждая, что улик недостаточно.
6. Альгимантас Дайлиде — сотрудник тайной литовской полиции во время нацистской оккупации. Депортирован из США. В 2006 году признан виновным литовскими властями в выдаче евреев нацистам. Приговорен к пяти годам тюрьмы, но наказания не отбыл по состоянию здоровья. Живёт в Германии.
7. Теодор Жегинский. Охранник СС ряда концлагерей. В 1950 году вместе с женой и дочерью эмигрировал в США и работал механиком в компании General Electric. В 2000 году был лишён американского гражданства[5]. В 2003 году было принято решение о его депортации, однако он находился в США до своей смерти в 2014 году[6][7].
8. Гельмут Оберландер. Виновен в смерти более 23 тыс. украинцев во время оккупации. Был лишен канадского гражданства, когда в 2001 году всплыли факты о его прошлом.

Кроме того, в списках разыскиваемых были следующие лица, которые точно или предположительно умерли:
- Алоиз Бруннер — руководил специальным лагерем под Парижем, через который прошли тысячи человек, по приказу Адольфа Эйхмана отправленных на смерть. Заочно приговорён французским судом к пожизненному заключению за депортацию в 1944 году 345 французских детей еврейского происхождения в нацистские концлагеря. Проживал в Сирии. Скорее всего, умер.
- Михаил Горшков — бывший сотрудник гестапо, который обвиняется в содействии убийству 3 тысяч человек в Слуцком гетто в Белоруссии. Умер в 2013 году в Эстонии[4].
- Ариберт Хайм — врач, проводивший эксперименты над заключенными и убивший сотни узников лагеря Маутхаузен — по некоторым данным умер в Каире в 1992 году[8][9]. Однако убедительных доказательств его смерти до сих пор не получено.
- Ласло Чатари. В годы Второй мировой войны руководил полицией по охране гетто в городе Кошице. По данным Центра Визенталя, Чатари был непосредственно причастен к убийству более 15 тысяч евреев, а также «избивал женщин плетью, заставлял узников копать замерзшую землю голыми руками и был причастен к другим зверствам»[10]. Умер 10 августа 2013 года.

## Исключены из списков разыскиваемых
Выбыли из списка разыскиваемых в связи с предположительной или достоверно известной смертью:
- Харри Мяннил — бывший сотрудник Политической полиции при созданной германскими оккупационными властями эстонском самоуправлении. Участвовал в допросах евреев. В 1990-х годах ему не дали визу в США, поскольку его подозревали в причастности к убийству около ста евреев. Расследованием деятельности Мяннила во время Второй мировой войны занимались в разное время КГБ СССР, Полиция безопасности и Госпрокуратура Эстонии (в 2005 году). В ходе всех трех расследований не было обнаружено документальных доказательств участия Мяннила в убийствах евреев. Скончался в Коста-Рике 11 января 2010 года.
- Миливой Ашнер — бывший глава хорватской полиции. По данным розыска, Ашнер отправлял в концлагеря сербов, евреев и цыган. Сам Ашнер, проживавший в Австрии, отвергал обвинения[11]. Хорватия потребовала экстрадиции, но получила отказ на том основании, что обвиняемый был серьёзно болен и страдал деменцией. Ашнер скончался 14 июня 2011 года[12].
- Иван (Джон) Демьянюк — уроженец Украины, бывший охранник концлагерей Треблинка и Собибор, принимал участие в массовых казнях гражданского еврейского населения. В мае 2009 года экстрадирован из США в Германию и предстал перед судом. 12 мая 2011 года земельный суд Баварии признал его виновным и приговорил к 5 годам лишения свободы. Однако в тюрьму Демьянюк не был помещен по возрасту и состоянию здоровья. Демьянюк умер 17 марта 2012 года в возрасте 91 года в Германии в доме престарелых.
- Шандор Кепиро, ранее числившийся в списках не отбывших наказание, был оправдан судом Будапешта 18 июля 2011 года и умер 3 сентября того же года[13][14].
- Владимир Катрюк. Участвовал в убийстве жителей Хатыни. Также обвиняется в зверстве по отношению к евреям. Проживал в Канаде, умер 28 мая 2015 года.

## Страны, не привлекающие нацистов к ответственности
Центр Симона Визенталя ежегодно публикует доклад о состоянии дел в розыске и наказании нацистских преступников в мире. 2 мая 2011 года в очередном докладе были названы 9 стран, где, по мнению ЦСМ, отказываются расследовать деятельность нацистских военных преступников, «из-за юридических (срок давности) или идеологических ограничений». Среди них Австрия, Канада, Латвия, Литва, Норвегия, Сирия, Швеция, Эстония и Украина.

## В искусстве
- В 1975 году Франклином Шеффнером по одноимённому роману Айры Левина был снят фильм «Мальчики из Бразилии», в котором роль «охотника за нацистами» исполнил Лоренс Оливье.
- В 1986 году был снят телефильм «Охотник за нацистами: история Беаты Кларсфелд» — роль Беаты Кларсфелд исполнила актриса Фэрра Фосетт.
- В 2009 году режиссёром Квентином Тарантино был снят фильм «Бесславные ублюдки», в вольной форме раскрывающий тему охоты за нацистами.
- В 2006 году режиссёром Фёдором Стуковым был снят четырёхсерийный документальный фильм «Охотники за нацистами», посвящённый данной теме[17][18].
- «The Outer Limits» Tribunal — фильм. Потомок убитых в концлагере родственников охотится за бывшим офицером СС, который убил его мать.

Также некоторые произведения посвящены самим беглым нацистским преступникам, которые пытаются уйти от ответственности.
- В романе Фридриха Дюренматта «Подозрение» (1953) главный персонаж романа, комиссар Берлах ищет доказательства против врача Эменбергера, который по его подозрению был нацистским врачом, проводившим опыты над больными.
- В романе Вернера Штайнберга «Расплата» (1968) рассказывается о поисках нацистского преступника, который уничтожает документы, связанные с его преступным прошлым.
- В эпизоде «Смертельный номер» (1976) сериала «Коломбо» лейтенант арестовывает известного фокусника, совершившего убийство в послевоенное время человека, который знал, что тот в прошлом был нацистским преступником. Такая же идея лежит в основах советских фильмов «Совесть» (1974), «Мертвый сезон» и «Противостояние», в которых рассказывается о расследованиях убийств, совершённых нацистскими преступниками в послевоенной время с целью скрыть своё прошлое.

### Видео
- Документальный фильм «Скрываются от возмездия». Архивировано 3 февраля 2012 года.